# Myrna Mack Chang
Myrna Mack Chang (24.10.1949 – 11.9.1990) là nhà nhân loại học người Guatemala.

## Cuộc đời và Hoạt động
Bà sinh ở Barrio San Nicolás, Retalhuleu, Guatemala, trong một gia đinh người Maya/Trung quốc. Bà học ngành nhân loại học ở Đại học Manchester và Đại học Durham ở Vương quốc Anh.
Khi trở về Guatemala, bà tiến hành nghiên cứu tại chỗ việc nhiều cộng đồng nông dân Maya bị bứng khỏi nơi sinh sống của họ trong cuộc Nội chiến Guatemala.
Bà bị ám sát bên ngoài văn phòng của mình ở thành phố Guatemala (bị đâm 27 nhát) bởi một tổ ám sát của lực lượng vũ trang Guatemala (được cho là đã được huấn luyện ở "Viện Hợp tác An ninh Tây bán cầu" (Western Hemisphere Institute for Security Cooperation) của Mỹ).
Vào tháng 4 năm 2004, sau một bản án do Tòa án Nhân quyền liên Mỹ (Inter-American Court of Human Rights) xét xử, chính phủ Guatemala  đã công khai thừa nhận rằng các nhân viên mật vụ của mình đã phạm tội giết người và trả cho thân nhân ruột thịt của bà một khoản bồi thường trọn gói.
Người em gái của bà Helen Mack đã đoạt Giải thưởng Right Livelihood năm 1992 "vì lòng dũng cảm cá nhân và kiên trì trong việc tìm kiếm công lý (cho chị) và chấm dứt việc các kẻ sát nhân chính trị mà không bị trừng phạt".